# Nasse réticulée
Tritia reticulata, Nassarius reticulatus
Espèce
La Nasse réticulée (Tritia reticulata, anciennement Nassarius reticulatus) est une espèce de mollusques gastéropodes de la famille des Nassariidae.

## Description

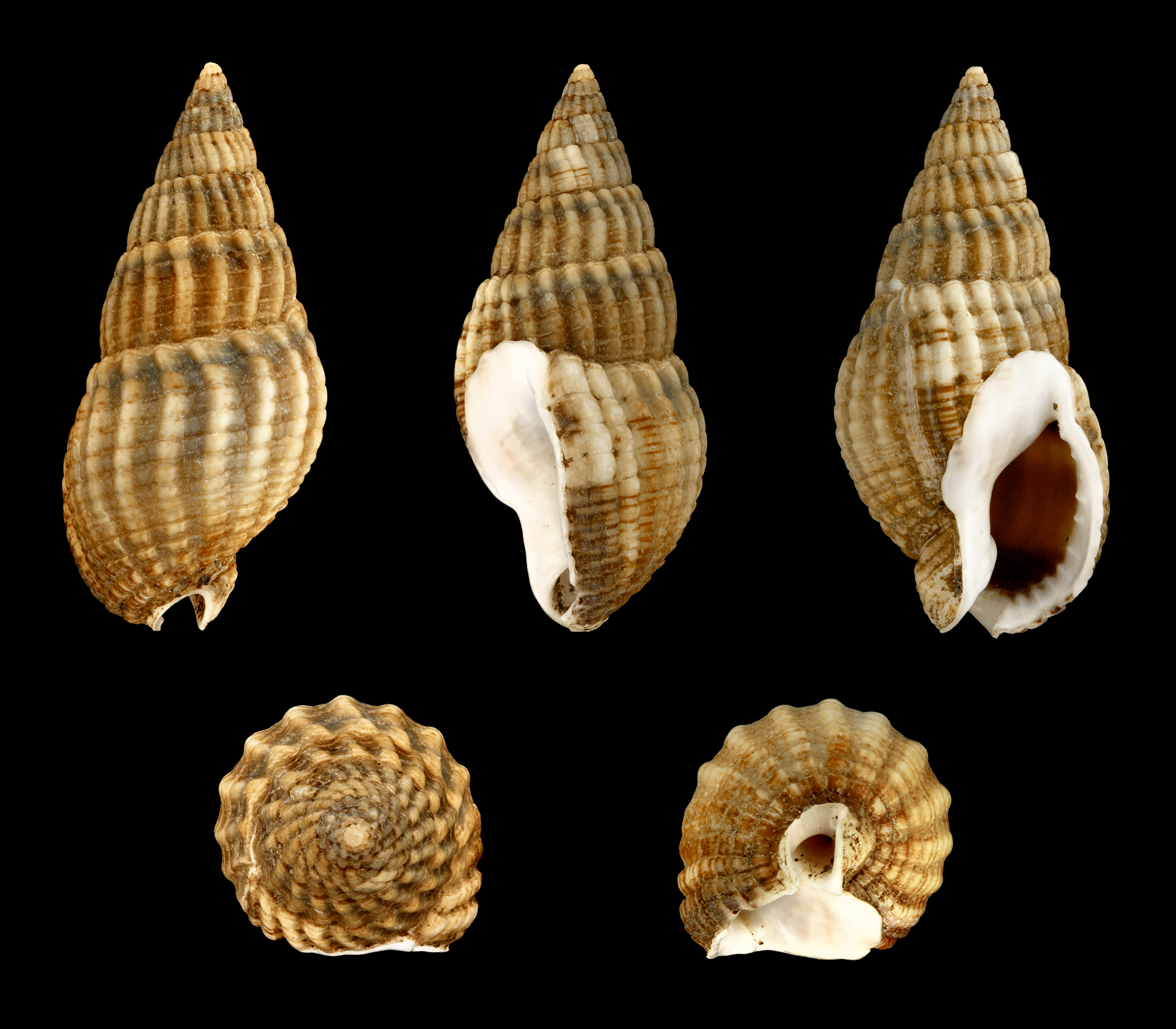
Coquille de Port Leucate, France

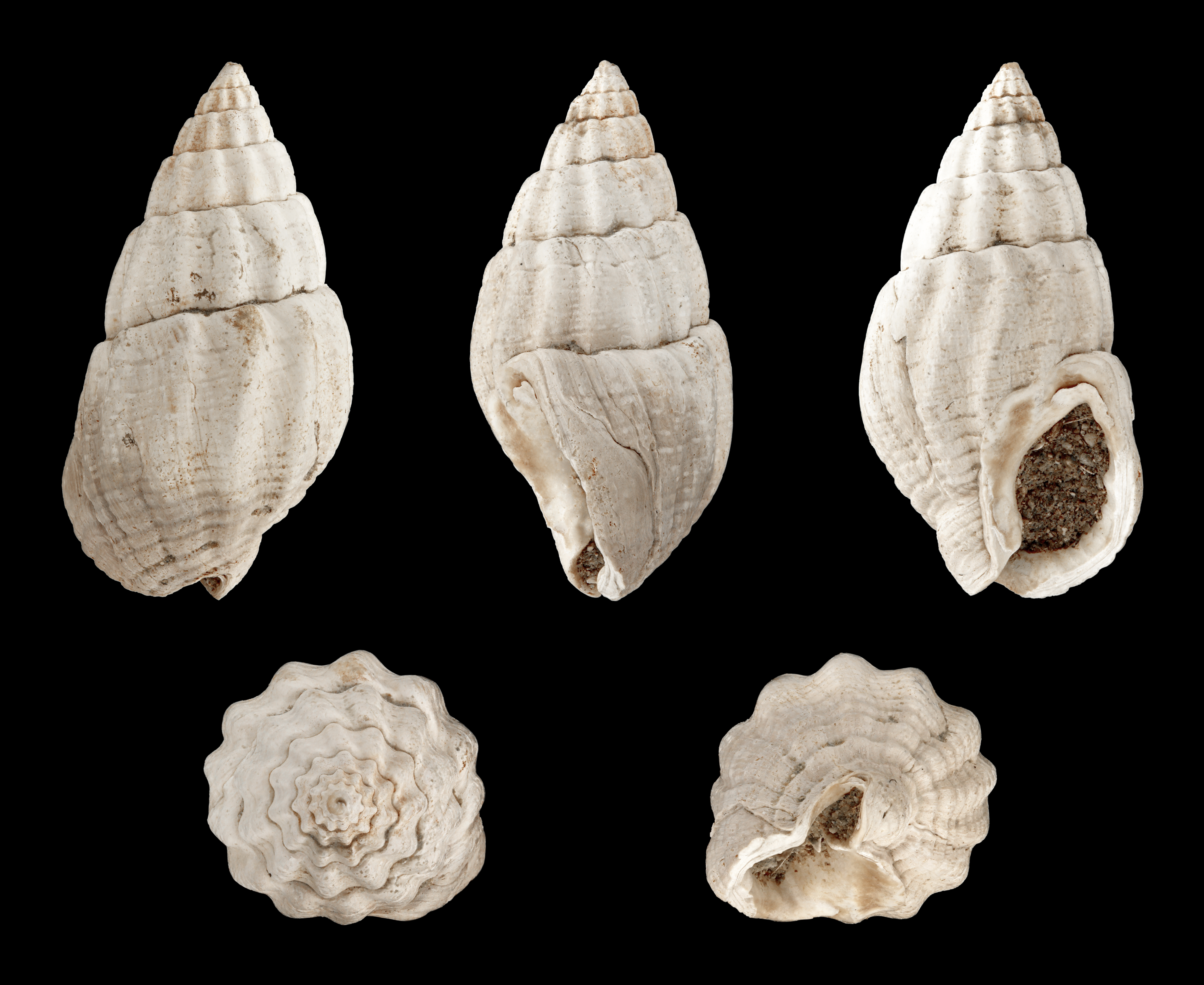
Coquille fossile (Pliocène, Italie)

Cet escargot de mer mesure jusqu'à 3 cm de longueur. La coquille est conique, comptant sept à dix spires. La couleur est variable, dans des tons clairs brunâtres, tirant sur le vert, le jaune ou le gris.

## Écologie
Cette espèce joue un rôle écologique important en consommant les organismes morts (nécrophagie).

## Répartition et habitat
On trouve ce mollusque sur les côtes européennes, de la mer Baltique jusqu'en Méditerranée, en passant par l'Atlantique, la mer du Nord et la Manche.
Il affectionne les littoraux sableux, et sa distribution verticale ne dépasse pas les 20 mètres de profondeur.